# Fairmount Marine
Fairmount Marine war ein niederländisches Unternehmen, das insbesondere in den Bereichen Hochseeverschleppungen und Schwerguttransport tätig war.

## Geschichte
Das Unternehmen wurde 1980 gegründet. 2007 wurde Fairmount Marine von dem in Paris ansässigen Unternehmen Louis Dreyfus Armateurs übernommen. 2014 wiederum verkaufte Dreyfus Fairmount an die niederländische Royal Boskalis., so dass die Marke Fairmount zugunsten von Boskalis aufgegeben wurde.
Das Unternehmen war Mitglied der International Salvage Union.

## Flotte
Fairmount Marine betrieb sechs Hochseeschlepper und ein Halbtaucherschiff. Fünf der Hochseeschlepper, welche die Fairmount-Klasse bilden, werden für Hochseeverschleppungen und als Ankerzieh- und Bergungsschlepper eingesetzt. Sie verfügen über einen Pfahlzug von 205 Tonnen. Der sechste Schlepper dient als Offshore-Versorger.